# Tri des bords
 (février 2024).
La mise en forme du texte ne suit pas les recommandations de Wikipédia : il faut le « wikifier ».
Les points d'amélioration suivants sont les cas les plus fréquents. Le détail des points à revoir est peut-être précisé sur la page de discussion.
- Les titres sont pré-formatés par le logiciel. Ils ne sont ni en capitales, ni en gras.
- Le texte ne doit pas être écrit en capitales (les noms de famille non plus), ni en gras, ni en italique, ni en « petit »…
- Le gras n'est utilisé que pour surligner le titre de l'article dans l'introduction, une seule fois.
- L'italique est rarement utilisé : mots en langue étrangère, titres d'œuvres, noms de bateaux, etc.
- Les citations ne sont pas en italique mais en corps de texte normal. Elles sont entourées par des guillemets français : « et ».
- Les listes à puces sont à éviter, des paragraphes rédigés étant largement préférés. Les tableaux sont à réserver à la présentation de données structurées (résultats, etc.).
- Les appels de note de bas de page (petits chiffres en exposant, introduits par l'outil «  Source ») sont à placer entre la fin de phrase et le point final[comme ça].
- Les liens internes (vers d'autres articles de Wikipédia) sont à choisir avec parcimonie. Créez des liens vers des articles approfondissant le sujet. Les termes génériques sans rapport avec le sujet sont à éviter, ainsi que les répétitions de liens vers un même terme.
- Les liens externes sont à placer uniquement dans une section « Liens externes », à la fin de l'article. Ces liens sont à choisir avec parcimonie suivant les règles définies. Si un lien sert de source à l'article, son insertion dans le texte est à faire par les notes de bas de page.
- La présentation des références doit suivre les conventions bibliographiques. Il est recommandé d'utiliser les modèles {{Ouvrage}}, {{Chapitre}}, {{Article}}, {{Lien web}} et/ou {{Bibliographie}}. Le mode d'édition visuel peut mettre en forme automatiquement les références.
- Insérer une infobox (cadre d'informations à droite) n'est pas obligatoire pour parachever la mise en page.

Pour une aide détaillée, merci de consulter Aide:Wikification.
Si vous pensez que ces points ont été résolus, vous pouvez retirer ce bandeau et améliorer la mise en forme d'un autre article.

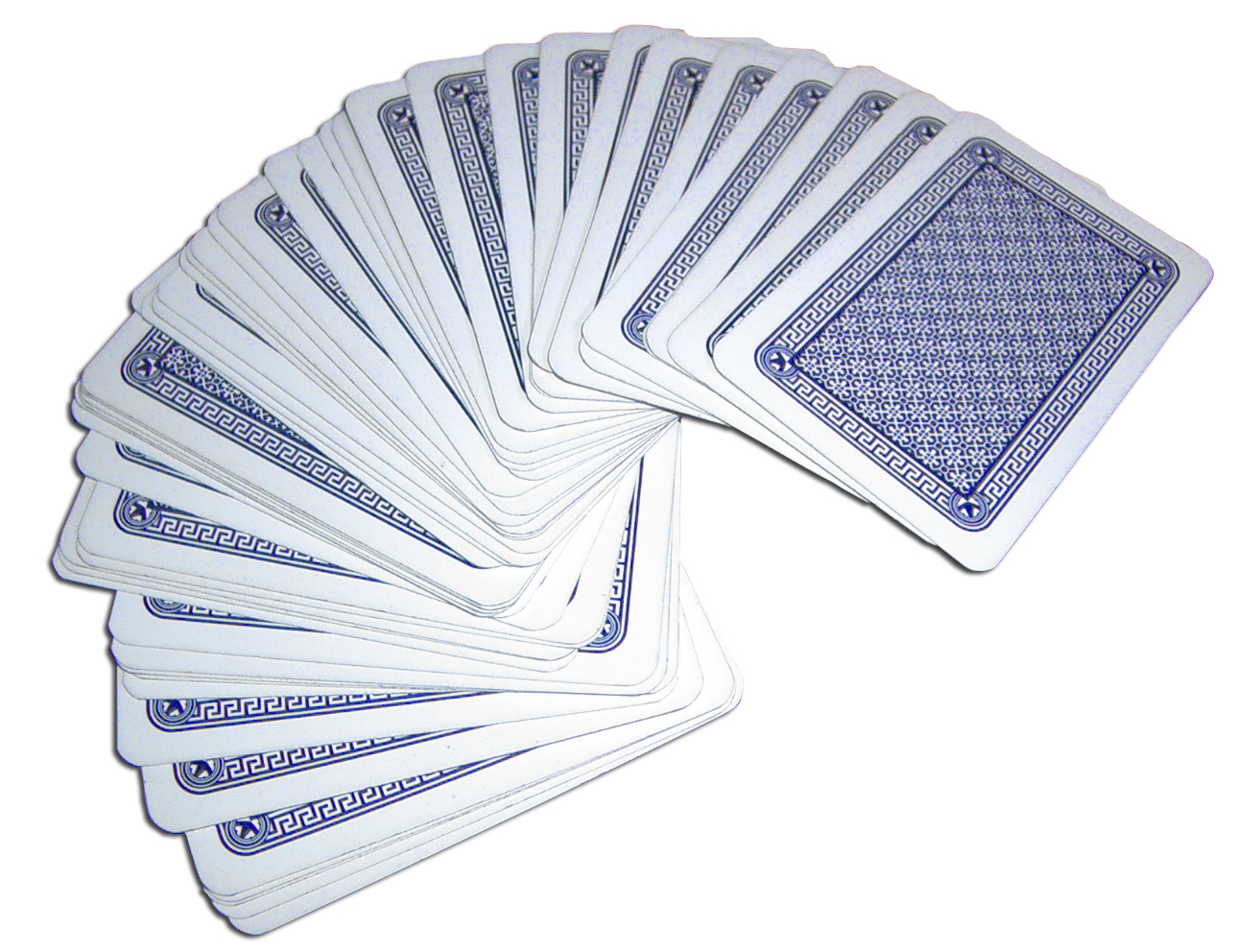
Un jeu de cartes à jouer face cachée

Le tri des bords est une technique utilisée dans les jeux d'avantages, où un joueur détermine si une carte à jouer face cachée est susceptible d'être basse ou haute dans les jeux de table de casino, en observant, en apprenant et en exploitant de subtiles différences involontaires au dos des cartes distribuées.
Appliquée par le joueur de poker Phil Ivey et ensuite contestée devant les tribunaux par le casino dans lequel il l'a mise en œuvre, la Haute Cour, la Cour d'appel d'Angleterre et du Pays de Galles, ainsi que la Cour suprême du Royaume-Uni ont statué que la technique, qui contraint le joueur à induire en erreur le croupier pour qu'il retourne certaines cartes de grande valeur, constitue une tricherie au sens du droit civil. Par conséquent, un casino est justifié de refuser le paiement des gains. Cette règle ne serait pas applicable si le joueur profitait simplement d'une erreur ou d'une anomalie constatée dans le jeu dont il n'était pas responsable.

## Technique
De nombreux paquets de cartes produits par les fabricants présentent des irrégularités de bord involontaires et presque impossibles à distinguer. En général, le dos de chaque carte d'un tel paquet est identique, mais les deux bords longs de chaque carte se distinguent l'un de l'autre : le motif du dos d'une carte n'est pas symétrique par rapport à une autre qui a été tournée de 180 degrés (un demi-tour complet).
Au cours d'une partie, le joueur demande au croupier de faire tourner des cartes de grande valeur face visible, en invoquant par exemple la chance. Le croupier, se laissant influencer par la superstition, ne remarque pas qu'il oriente involontairement les cartes de manière que les cartes de haute valeur soient orientées dans un sens dans le jeu et les cartes de faible valeur dans l'autre sens. L'irrégularité involontaire du bord des cartes rend ainsi la valeur élevée ou faible des cartes face cachée apparente à un observateur conscient de la manipulation du croupier. Cette orientation persiste tant que les cartes ne sont pas mélangées « lavées » « 먹튀검증커뮤니티», c'est-à-dire brassées de manière à changer leur orientation. Par conséquent, le joueur doit également demander au croupier de mélanger les cartes avec un mélangeur automatique, qui ne modifie pas l'orientation comme le ferait un mélange manuel. Le croupier n'est pas tenu d'accéder à ces demandes, mais il le fera généralement s'il pense que c'est lié à la superstition ou à la méfiance du joueur.
Au cours d'une partie jouée de cette manière, les cartes de faible valeur auront tendance à être orientées dans un sens, tandis que les cartes de haute valeur seront orientées dans l'autre sens. Une fois qu'une proportion significative de cartes a été orientée de cette manière, tout joueur qui en est conscient peut obtenir un avantage statistique supérieur à l'avantage de la maison en sachant si la carte à retourner est susceptible d'être de faible ou de haute valeur,.

## Légalité
En 2012, le joueur de poker Phil Ivey et son partenaire Cheung Yin Sun ont remporté 9,6 millions de dollars en jouant au baccara au casino Borgata Atlantic City, dans le New Jersey,. En avril 2014, le Borgata a intenté une action en justice contre Ivey et Cheung pour récupérer leurs gains. En 2016, un juge fédéral a décidé qu'Ivey et Cheung Yin Sun devaient rembourser 10 millions de dollars au Borgata. Le juge de district américain Noel Hillman a statué qu'ils n'avaient pas commis de fraude mais avaient enfreint leur contrat avec le casino. Il a constaté qu'ils violaient une disposition du New Jersey Casino Controls Act qui interdisait de marquer les cartes. Bien qu’ils n'aient pas marqué les cartes, ils ont utilisé de minuscules imperfections dans les cartes pour obtenir un avantage.
Plus tard en 2012, il a été rapporté que Phil Ivey avait gagné 7,7 millions de livres sterling (environ 11 millions de dollars) en jouant au punto banco, une version du baccara, au casino Crockfords à Londres. Crockfords a remboursé sa mise de 1 million de livres sterling et a initialement accepté de lui envoyer ses gains, mais a finalement refusé le paiement. Ivey a intenté une action en justice pour obtenir le paiement, mais a perdu devant la Haute Cour Angleterre et du Pays de Galles ; le tribunal a jugé que le tri par marge constituait une « tricherie au sens du droit civil ». Il a été admis qu'Ivey et d'autres considéraient sincèrement que le tri par marge n'était pas de la triche, et ils ont estimé sans importance que le casino aurait pu facilement se protéger. Le jugement a observé qu'Ivey avait obtenu un avantage en utilisant activement un croupier comme agent innocent plutôt que de tirer parti d'une erreur ou d'une anomalie du casino. Ivey a fait appel de la décision, mais sans succès.
Il a en outre interjeté appel devant la Cour suprême du Royaume-Uni (voir affaire Ivey contre Genting Casinos), qui a également statué en faveur du casino. Les cinq juges ont confirmé la décision de la cour d'appel, "qui a rejeté son cas au motif que la malhonnêteté n'était pas un élément nécessaire de 'tricherie'".